# Dinarc
|  | Per a altres significats, vegeu «Dinarc (desambiguació)». |

Dinarc (grec antic: Δείναρχος, llatí: Deinarchus) fou un dels deu oradors àtics, el darrer i el menor en importància.
Va néixer a Corint el 361 aC, fill de Sòstrat o Sòcrates, però va viure a Atenes de molt jove i es va dedicar a l'oratòria. Va ser deixeble de Teofrast, i es va relacionar amb Demetri de Falèron. Com que no tenia la ciutadania atenesa no podia actuar com a orador a les grans qüestions que dividien l'opinió pública, i va haver d'escriure els discursos dels altres.
La seva carrera va començar el 336 aC en el temps en què els grans oradors anaven morint. Dinarc aviat va adquirir una bona reputació i una gran riquesa; va pertànyer al partit de Foció, favorable a Macedònia, i va intervenir en la disputa sobre si Hàrpal, que havia desertat la causa d'Alexandre el Gran, havia de ser admès a Atenes.
Del 317 aC al 307 aC Atenes fou dirigida per Demetri de Falèron, fins que va haver de fugir quan va arribar Demetri Poliorceta. Dinarc també va fugir cap a Calcis (Eubea), i no va poder tornar fins al cap de quinze anys, mercès a les súpliques del seu amic Teofrast. A Atenes va romandre els darrers anys de la seva vida, i hi va morir a edat avançada. La seva vida fou narrada per Dionisi d'Halicarnàs i recollida per Plutarc.
Hom li atribueix entre seixanta i cent discursos, però només tres s'han conservat sencers, tots sobre la qüestió d'Hàrpal: un dirigit contra Fílocles, un contra Demòstenes i un tercer contra Aristogíton. D'alguns altres en resten fragments.